# Закрошинский Мох (Речицкий район)
Закрошинский Мох (бел. Закрашынскі Мох) — деревня в Речицком районе Гомельской области Белоруссии. Входит в состав Защебьевского сельсовета.
До 2015 года входила в состав Василевичского городского Совета.

## География

### Расположение
В 51 км на юго-запад от Речицы, 3 км от железнодорожной станции Василевичи (на линии Гомель — Калинковичи), 101 км от Гомеля.

### Гидрография
На западе мелиоративные каналы.

## Транспортная сеть
Рядом автодорога Василевичи — Речица. Планировка состоит из прямолинейной улицы, близкой к меридиональной ориентации и застроенной деревянными усадьбами.

## История
Основан в начале XX века. Здесь, неподалёку от железнодорожной станции Василевичи, была организована добыча торфа на площади 500 десятин. В 1920 году во время оккупации польскими войсками торфяное хозяйство было разрушено. После освобождения торфодобыча была восстановлена. В конце 1920-х годов артель по добыче торфа развилось в большое предприятие, возле которого формировался жилой посёлок. 28 жителей погибли на фронтах Великой Отечественной войны. Действовали фельдшерско-акушерский пункт и клуб.

## Население

### Численность
- 2004 год — 32 хозяйства, 57 жителей.

### Динамика
- 2004 год — 32 хозяйства, 57 жителей.